# Судововишенський деканат
Судововишенський деканат — колишня структурна одиниця Перемишльської єпархії греко-католицької церкви з центром в м. Судова Вишня. Очолював деканат декан.

## Територія
В 1936 році в Судововишенському деканаті було 16 парафій:
1. Парафія с. Бортятин з приходом у присілку Княжий Міст;
2. Парафія с. Віжомля (Ожомля) з філією в с. Новосілки та приходом у с. Віжомля Мала та присілках Страшне, Дубина, Бучулі;
3. Парафія с. Волчищовичі з філіями в с. Мистичі, с. Санники;
4. Парафія с. Волчухи з філіями в с. Городятичі, с. Долиняни;
5. Парафія с. Дмитровичі з філією в с. Дидятичі та приходом у с. Кульматичі;
6. Парафія с. Добряни з філією в с. Путятичі;
7. Парафія с. Долгомостиска з філією в с. Мілятин;
8. Парафія с. Ляшки Яворівські;
9. Парафія с. Макунів;
10. Парафія с. Мокряни Малі з філіями в с. Мокряни Великі, с. Шешеровичі;
11. Парафія с. Никловичі з філією в с. Орховичі та приходом у с. Голодівка, с. Мильчичі;
12. Парафія с. Речичани з приходом у с. Гартфельд;
13. Парафія м. Судова Вишня та приходом у с. Загороди;
14. Парафія с. Стоянці з філією в с. Волостків;
15. Парафія с. Тулиголови та приходом у с. Заріче, с. Королин;
16. Парафія с. Цвіржа з приходом у с. Вуйковичі, с. Завадів.

### Декан
- 1936 — Косоноцький Іван у Никловичах.

### Кількість парафіян
1936 — 28 456 осіб.
Деканат було ліквідовано в 1946 р.